# París-Arrás Tour
La París-Arrás Tour es una carrera ciclista profesional por etapas registrada en Francia, que está integrada dentro del UCI Europe Tour en categoría 2.2.

## Palmarés
| Año       | Ganador             | Segundo            | Tercero             |
| --------- | ------------------- | ------------------ | ------------------- |
| 1923      | Jean Hillarion      | Achille Vermandel  | Omer Huyse          |
| 1924      | Gaston Debaets      | Fernand Moulet     | Marcel Bidot        |
| 1925      | Charles Pelissier   | Jérôme Declercq    | Odiel Tailleu       |
| 1926      | Joseph Demuysere    | Joseph VanDaele    | Maurice Philippe    |
| 1927      | Jérôme Declercq     | Marc Bocher        | Joseph Mauclair     |
| 1928      | No se disputó       | No se disputó      | No se disputó       |
| 1929      | Josef Vanderhaegen  | Rémy Verschaetse   | Émile Decroix       |
| 1930      | No se disputó       | No se disputó      | No se disputó       |
| 1931      | Georges Speicher    | Ch. Candelier      | M. Brun             |
| 1932      | Maurice Krauss      | Philippe Bono      | Constant Camus      |
| 1933      | Lucien Weiss        | Raymond Horner     | Amédée Fournier     |
| 1934      | Lucien Lauk         | François Blin      | Léon Cointe         |
| 1935      | Georges Christiaens | André Vanderdonckt | Alfons Ghesquière   |
| 1936      | Noël Declercq       | Albert Rosseel     | O. Verbecke         |
| 1937      | Marcel Van Houtte   | Albert Beckaert    | Jérôme Dufromont    |
| 1938-1944 | No se disputó       | No se disputó      | No se disputó       |
| 1945      | Louis Déprez        | César Marcelak     | André Denhez        |
| 1946      | César Marcelak      | Jérôme Dufromont   | Jean Polazek        |
| 1947      | René Lauk           | André De Dyn       | Joseph Fiat         |
| 1948      | Raoul Monroval      | Galliano Pividori  | I. Sala             |
| 1949      | Elie Marsy          | Etienne Tahon      | H. Mairesse         |
| 1950      | Aimé Vandomme       | Alain Léocat       | F. De Vallée        |
| 1951      | Jean Thaurin        | Alain Léocat       | Henri Sitek         |
| 1952      | Alain Léocat        | Albert Platel      | O. Venturella       |
| 1953      | Ernest Ménage       | Blaise Bertolotti  | Camille Huyghe      |
| 1954      | Blaise Bertolotti   | Ernest Ménage      | Pierre Devise       |
| 1955      | Roland Blin         | Erio Plassa        | Pierre Malhaize     |
| 1956      | Gilbert Dourdin     | Maurice Moucheraud | Louis Déprez        |
| 1957      | Édouard Klabinski   | Kamiel Lamotte     | Louis Déprez        |
| 1958      | Philippe Gaudrillet | Roland Blin        | Roger Quévat        |
| 1959      | Pierre Devise       | Raymond Reaux      | Gérard Pype         |
| 1960-2009 | No se disputó       | No se disputó      | No se disputó       |
| 2010      | Rudy Lesschaeve     | Alban Cormier      | Romain Delalot      |
| 2011      | Romain Delalot      | Alex Defretin      | Arnaud Démare       |
| 2012      | Benoît Daeninck     | Joseph Lewis       | Alexis Gougeard     |
| 2013      | Joey Rosskopf       | Julien Duval       | Giorgio Brambilla   |
| 2014      | Maxime Vantomme     | Rudy Barbier       | Julien Duval        |
| 2015      | Joeri Calleeuw      | Gaëtan Bille       | Olivier Pardini     |
| 2016      | Aidis Kruopis       | Rémi Cavagna       | Alexander Edmondson |
| 2017      | Jordan Levasseur    | Joeri Stallaert    | Yann Guyot          |
| 2018      | Stephan Rabitsch    | Josef Černý        | Jannik Steimle      |
| 2019      | Ethan Hayter        | Matthew Walls      | Alfred Wright       |
| 2020      | No se disputó       | No se disputó      | No se disputó       |
| 2021      | Jason Tesson        | Campbell Stewart   | Marijn van den Berg |

## Palmarés por países
| País           | Victorias |
| -------------- | --------- |
| Francia        | 5         |
| Bélgica        | 2         |
| Estados Unidos | 1         |
| Lituania       | 1         |
| Austria        | 1         |
| Reino Unido    | 1         |